# Teoría del valor subjetivo
La teoría del valor subjetivo es una teoría del valor que desarrolla la idea de que el valor de un bien, o servicio, no está determinado por ninguna propiedad inherente a este, ni por la cantidad de trabajo requerido para producirlo, sino por la importancia que un individuo le da para lograr sus objetivos o deseos.
Esta teoría es uno de los conceptos principales de la Escuela Austriaca de Economía. Mientras que la versión de esta teoría fue creada independiente y casi simultáneamente por William Stanley Jevons, Léon Walras, y Carl Menger en la segunda mitad del siglo XIX, existen teorías históricas respecto a que ya habría sido identificada en la Edad Media y el Renacimiento aunque sin ganar una aceptación unánime durante tales periodos.

## Visión general
De acuerdo con esta teoría, el comercio voluntario entre individuos implica que ambas partes en el intercambio perciben subjetivamente los bienes, trabajo o dinero que reciben como de mayor valor que aquellos a los que renuncian. La teoría subjetiva del valor sostiene que alguien puede crear valor simplemente transfiriendo su propiedad de algo a alguien que la valora más, sin necesariamente modificar tal cosa. Si la riqueza se entiende como la valoración subjetiva de los individuos de sus posesiones, el intercambio voluntario podría incrementar la cantidad de riqueza en la sociedad.
Los individuos tenderán a obtener niveles decrecientes de satisfacción, o utilidad marginal de adquirir unidades adicionales de un bien. Priorizarán inicialmente obtener los bienes que necesitan más, como la comida, pero cuando la necesidad de comida llegue a un cierto nivel, el deseo por otros bienes comenzará a tomar mayor importancia relativa, y se pasará de la necesidad ya cubierta de comida hacia la necesidad de otros bienes.
En un mercado libre, la competencia entre individuos buscando comerciar objetos que poseen y servicios que pueden ofrecer por bienes que perciben de mayor valor que ambos resulta en un equilibrio de mercado puesto de los precios que emergen.
Economistas clásicos tales como David Ricardo creían que las personas obtienen diferentes niveles de utilidad o 'valor de uso' de un servicio, pero que éstos no conectaban de manera efectiva con los precios de mercado, o 'valor de cambio'.
Menger argumentó que la producción era simplemente otro caso de la teoría de la utilidad marginal. La capacidad de ganar un salario de los trabajadores está determinado por el valor de su trabajo para otros, más que sus costos de subsistencia, y trabajan porque valoran la remuneración más que la inactividad.

## Paradoja de los diamantes y el agua
El desarrollo de la teoría del valor subjetivo fue parcialmente motivado por la necesidad de resolver la paradoja del valor que dejó perplejos a muchos economistas clásicos. Esta paradoja, también citada descriptivamente como la paradoja del agua y los diamantes, surgió cuando el valor era atribuido a cosas como la cantidad de trabajo que requería la producción de un bien o alternativamente una medida objetiva de la utilidad de un bien.

## Críticas desde el marxismo
El marxista Paul Mattick argumentó que la teoría del valor subjetivo lleva a razonamientos circulares. Se supone que los precios miden la utilidad marginal de la mercancía. Aun así, los precios son requeridos por el consumidor para evaluar cómo maximizar de la mejor forma su satisfacción. Por ello, el valor subjetivo obviamente reside en un razonamiento circular. Aunque intente explicar los precios, éstos son necesarios para explicar la utilidad marginal. Mattick deniega las relaciones entre la mente humana y el mundo externo propuestas por Carl Menger y los subjetivistas modernos. Una critica parecida había sido ya esbozada por Nikolái Bujarin e Isaak Rubin mostrando cómo esta teoría se basa en un individualismo metodológico que oscurece el contexto histórico presuponiendo determinados comportamientos innatos a la decisión económica, naturalizando así al capitalismo..Está critica no esta exenta a su vez de respuesta en el área de otros economistas de la escuela 
El economista marxista Maurice Dobb también criticó a la teoría del valor subjetivo por los supuestos que necesita. Una de las limitaciones de la teoría es que se asocia a la imposible derivación de fenómenos intrínsecamente sociales, como lo son los precios y las variables distributivas, a partir del individuo. Por esto Dobb dice que la teoría padece de un "sesgo individualista". Uno de los supuestos criticados es que el elemento subjetivo "utilidad" expresado como utilidad marginal o como preferencias reveladas (o cualquier otro término que aluda a la subjetividad) tiene que ser independiente de los precios y la distribución del ingreso, de otra manera nunca podría cumplir los requisitos para ser una constante que determine el precio o el valor. Este supuesto está en contra de cualquier evidencia y criterio realista.
El error se encuentra en atribuirle a la subjetividad calidad de constante cuando ésta es influida por lo que debe determinar.
En palabras de Dobb: “Un hombre desprovisto de tierras, estimará el “sacrificio” o “desutilidad” que supone alquilar su trabajo en mucho menos de lo que lo estima un campesino dueño de una parcela y de instrumentos de producción […] la postulación de cualesquiera de los valores normales, requiere la postulación previa de una cierta distribución de los ingresos y, por tanto, de una cierta estructura de clases. Dar una forma precisa a las relaciones de cambio de una sociedad determinada requiere, no simplemente la disposición mental de un individuo abstracto, sino también el complejo de instituciones y relaciones sociales de las cuales el individuo concreto forma parte. Y un poco más arriba, había señalado que cuando se habla de la preferencia de un individuo, la misma “dependerá de su ingreso, con el resultado circular de que la naturaleza de los costos fundamentales que afectan el valor de las mercancías y la remuneración de los factores de la producción estará determinada, a su vez, por la distribución del ingreso”.
El filósofo y científico argentino, Mario Bunge, califica a la teoría del valor subjetivo como pseudocientífica y a la economía como "semi-ciencia". El valor subjetivo en cualquiera de sus formas, ya sean utilidad, preferencias, satisfacción etc., no pueden ser medidas de manera objetiva. El hecho de que no pueden ser medidas objetivamente impide cualquier estudio empírico. Además criticó otros supuestos, métodos y conceptos relacionados con esta teoría como la racionalidad y conocimiento de los consumidores, la naturaleza competitiva y agresiva del ser humano, el principio de no saciabilidad, el individualismo metodológico, etc. Además de las inconsistencias con los supuestos y axiomas de las escuelas económicas que adoptan esta teoría, de no ser medible y de la ausencia de estudios empíricos usa lenguaje oscuro, tiene una historia de reelaboraciones ad hoc y no es combinada con otras disciplinas lo que, según Bunge, convierte la teoría en pseudocientífica.
Federico Dertaube también ha demostrado las contradicciones y ambigüedades que presenta la teoría de Menger con respecto a la escasez, el movimiento de precios y el dinero.